# Do Do Sol Sol La La Sol
Do Do Sol Sol La La Sol (tiếng Hàn: 도도솔솔라라솔; Romaja: Dodosolsollalasol) là một bộ phim truyền hình Hàn Quốc ra mắt năm 2020 với sự tham gia của Go Ara, Lee Jae-wook và Kim Joo-hun. Bộ phim đã được lên kế hoạch công chiếu trên KBS2 và Netflix vào ngày 26 tháng 8 năm 2020. Tuy nhiên, KBS đã hoãn ngày công chiếu để ngăn chặn sự lây lan của Đại dịch COVID-19. Bộ phim được khởi chiếu vào ngày 7 tháng 10 năm 2020 và phát sóng vào mỗi thứ Tư và thứ Năm hàng tuần lúc 21:30 (KST).

## Tóm tắt
Bộ phim xoay quanh nữ nghệ sĩ dương cầm Goo Ra-ra (Go Ara) có tính cách vui vẻ, luôn tràn đầy năng lượng, và anh chàng Sun Woo-joon (Lee Jae-wook) chuyên làm các công việc bán thời gian để kiếm sống.

## Diễn viên

### Vai chính
- Go Ara vai Goo Ra-ra

Cô con gái duy nhất của Man-su, là nghệ sĩ dương cầm có tính cách vui vẻ và khả năng mang lại tiếng cười cho người khác, nhưng không có tính quyết đoán, cô là một chuyên gia piano.
- Lee Jae-wook vai Sun Woo-joon

Anh là người có tính cách lạnh lùng, ít nói và luôn tỏ ra khó chịu, cục cằn và luôn có một khoảng cách nhất định với người khác. Anh chuyên làm các công việc bán thời gian, ưu điểm là anh có tâm hồn phóng khoáng.
- Kim Joo-hun vai Cha Eun-seok

Cha Eun-seok là bác sĩ phẫu thuật chỉnh hình mắc hội chứng Burnout. Anh từng là một tài năng chơi dương cầm và đã ly hôn. Giọng nói trầm ấm của anh tạo sự tin tưởng cho người khác, mang đến cảm giác an toàn cho mọi người.

### Vai phụ

#### Những người xung quanh Goo Ra-ra
- Um Hyo-sup vai Goo Man-su, bố của Goo Ra-ra và là Chủ tịch của Rara Cosmetics
- Moon Hee-kyung vai Gong Mi-sook, một giáo sư đã dạy đàn piano cho Ra-ra từ nhỏ đến đại học với niềm đam mê và sự chân thành
- Moon Tae-yoo vai Bang Jeong-nam, hôn phu cũ của Ra-ra và là đàn em của Eun-seok tại trường y
- Jeon Soo-kyung vai Im Ja-kyung, mẹ của Jeong-nam
- Kim Ju-yeon vai Kim Si-ah - bạn đại học của Ra-ra

#### Công dân Eunpo
- Ye Ji-won[8] vai Jin Sook-kyeong, mẹ của Ha-young và là chủ của Thẩm mỹ viện Jin
- Shin Eun-soo vai Jin Ha-yeong, con gái của Sook-kyeong
- Yoon Jong-bin vai Lee Seung-gi
- Lee Soon-jae vai Kim Man-bok, ông già nhặt hộp rác
- Kang Hyoung-suk vai Ahn Joong-ho
- Song Min-jae vai Shin Jae-min
- Park Sung-yeon vai mẹ của Seung-gi

### Các nhân vật khác
- Seo Yi-sook[9] vai Jo Yoon-sil
- Choi Kwang-je vai Choo Min-soo, một người đàn ông bí ẩn đang tìm kiếm Joon.
- Lee Shi-woo vai bạn của Sunwoo Joon
- Ahn Nae-sang vai Secretary Moon, thư ký của Man-su, anh ta biến mất sau sự phá sản của Rara Cosmetics
- Lee Soo-mi vai Oh Young-joo, vợ cũ của Eun-seok

## Sản xuất
Bộ phim do đạo diễn Kim Min-kyung chỉ đạo và được chấp bút bởi biên kịch Oh Ji-young, người đã viết kịch bản cho bộ phim Ông hoàng mua sắm (2016) và My Secret Terrius (2018).
Buổi đọc kịch bản đầu tiên diễn ra vào đầu tháng 5 năm 2020 tại Hàn Quốc.
Bộ phim ban đầu dự kiến khởi chiếu vào ngày 26 tháng 8 năm 2020. Tuy nhiên, diễn viên Heo Dong-won đã được xét nghiệm dương tính với COVID-19 và để phòng ngừa sự lây nhiễm, KBS đã tạm dừng mọi hoạt động sản xuất cho đến khi có thông báo mới. Bộ phim được khởi quay lại vào ngày 1 tháng 9 năm 2020 sau khi kết quả âm tính của các diễn viên.

## Nhạc phim

### Phần 1
| Phát hành vào 7 tháng 10 năm 2020 | Phát hành vào 7 tháng 10 năm 2020 | Phát hành vào 7 tháng 10 năm 2020 | Phát hành vào 7 tháng 10 năm 2020 | Phát hành vào 7 tháng 10 năm 2020 | Phát hành vào 7 tháng 10 năm 2020 |
| STT                               | Nhan đề                           | Phổ lời                           | Phổ nhạc                          | Nghệ sĩ                           | Thời lượng                        |
| --------------------------------- | --------------------------------- | --------------------------------- | --------------------------------- | --------------------------------- | --------------------------------- |
| 1.                                | "To Be With You"                  | Woo Ji-hoon Park Se-joon          | Woo Ji-hoon Park Se-joon          | Kihyun (Monsta X)                 | 3:47                              |
| 2.                                | "To Be With You" (Inst.)          |                                   | Woo Ji-hoon Park Se-joon          |                                   | 3:47                              |
| Tổng thời lượng:                  | Tổng thời lượng:                  | Tổng thời lượng:                  | Tổng thời lượng:                  | Tổng thời lượng:                  | 7:34                              |

### Phần 2
| Phát hành vào 8 tháng 10 năm 2020 | Phát hành vào 8 tháng 10 năm 2020 | Phát hành vào 8 tháng 10 năm 2020 | Phát hành vào 8 tháng 10 năm 2020 | Phát hành vào 8 tháng 10 năm 2020 | Phát hành vào 8 tháng 10 năm 2020 |
| STT                               | Nhan đề                           | Phổ lời                           | Phổ nhạc                          | Nghệ sĩ                           | Thời lượng                        |
| --------------------------------- | --------------------------------- | --------------------------------- | --------------------------------- | --------------------------------- | --------------------------------- |
| 1.                                | "Like A Dream" (꿈인 듯 해)       | Han Joon Park Se-joon             | Lee Yoo-jin Park Se-joon          | SinB (GFriend)                    | 3:52                              |
| 2.                                | "Like A Dream" (Inst.)            |                                   | Lee Yoo-jin Park Se-joon          |                                   | 3:52                              |
| Tổng thời lượng:                  | Tổng thời lượng:                  | Tổng thời lượng:                  | Tổng thời lượng:                  | Tổng thời lượng:                  | 7:44                              |

### Phần 3
| Phát hành vào 14 tháng 10 năm 2020 | Phát hành vào 14 tháng 10 năm 2020 | Phát hành vào 14 tháng 10 năm 2020                   | Phát hành vào 14 tháng 10 năm 2020              | Phát hành vào 14 tháng 10 năm 2020 | Phát hành vào 14 tháng 10 năm 2020 |
| STT                                | Nhan đề                            | Phổ lời                                              | Phổ nhạc                                        | Nghệ sĩ                            | Thời lượng                         |
| ---------------------------------- | ---------------------------------- | ---------------------------------------------------- | ----------------------------------------------- | ---------------------------------- | ---------------------------------- |
| 1.                                 | "Loving You"                       | Lee Hyun-sang Han Kyung-soo Choi Ji-san Park Se-joon | Lee Hyun-sang Han Kyung-soo Choi Ji-san VioletK | Lovelyz (Baby Soul, Mijoo, Jin)    | 3:13                               |
| 2.                                 | "Loving You" (Inst.)               |                                                      | Lee Hyun-sang Han Kyung-soo Choi Ji-san VioletK |                                    | 3:13                               |
| Tổng thời lượng:                   | Tổng thời lượng:                   | Tổng thời lượng:                                     | Tổng thời lượng:                                | Tổng thời lượng:                   | 6:26                               |

### Phần 4
| Phát hành vào 15 tháng 10 năm 2020 | Phát hành vào 15 tháng 10 năm 2020 | Phát hành vào 15 tháng 10 năm 2020 | Phát hành vào 15 tháng 10 năm 2020 | Phát hành vào 15 tháng 10 năm 2020 | Phát hành vào 15 tháng 10 năm 2020 |
| STT                                | Nhan đề                            | Phổ lời                            | Phổ nhạc                           | Nghệ sĩ                            | Thời lượng                         |
| ---------------------------------- | ---------------------------------- | ---------------------------------- | ---------------------------------- | ---------------------------------- | ---------------------------------- |
| 1.                                 | "We Already Fell In Love"          | Red Socks Park Se-joon             | Red Socks                          | (G)I-DLE (Miyeon, Minnie)          | 3:02                               |
| 2.                                 | "We Already Fell In Love" (Inst.)  |                                    | Red Socks                          |                                    | 3:02                               |
| Tổng thời lượng:                   | Tổng thời lượng:                   | Tổng thời lượng:                   | Tổng thời lượng:                   | Tổng thời lượng:                   | 6:04                               |

### Phần 5
| Phát hành vào 21 tháng 10 năm 2020 | Phát hành vào 21 tháng 10 năm 2020 | Phát hành vào 21 tháng 10 năm 2020 | Phát hành vào 21 tháng 10 năm 2020                            | Phát hành vào 21 tháng 10 năm 2020 | Phát hành vào 21 tháng 10 năm 2020 |
| STT                                | Nhan đề                            | Phổ lời                            | Phổ nhạc                                                      | Nghệ sĩ                            | Thời lượng                         |
| ---------------------------------- | ---------------------------------- | ---------------------------------- | ------------------------------------------------------------- | ---------------------------------- | ---------------------------------- |
| 1.                                 | "Melody"                           | Han Joon Park Se-joon              | Han Kyung-soo Lee Jung-woo Kang Woo-jin Choi Min-joon VioletK | Yun Ddan Ddan                      | 3:07                               |
| 2.                                 | "Melody" (Inst.)                   |                                    | Han Kyung-soo Lee Jung-woo Kang Woo-jin Choi Min-joon VioletK |                                    | 3:07                               |
| Tổng thời lượng:                   | Tổng thời lượng:                   | Tổng thời lượng:                   | Tổng thời lượng:                                              | Tổng thời lượng:                   | 6:14                               |

### Phần 6
| Phát hành vào 22 tháng 10 năm 2020 | Phát hành vào 22 tháng 10 năm 2020        | Phát hành vào 22 tháng 10 năm 2020 | Phát hành vào 22 tháng 10 năm 2020 | Phát hành vào 22 tháng 10 năm 2020 | Phát hành vào 22 tháng 10 năm 2020 |
| STT                                | Nhan đề                                   | Phổ lời                            | Phổ nhạc                           | Nghệ sĩ                            | Thời lượng                         |
| ---------------------------------- | ----------------------------------------- | ---------------------------------- | ---------------------------------- | ---------------------------------- | ---------------------------------- |
| 1.                                 | "It's Too Hard For Me" (내겐 너무 힘들어) | jeebanoff                          | jeebanoff plan8                    | jeebanoff                          | 3:12                               |
| 2.                                 | "It's Too Hard For Me" (Inst.)            |                                    | jeebanoff plan8                    |                                    | 3:12                               |
| Tổng thời lượng:                   | Tổng thời lượng:                          | Tổng thời lượng:                   | Tổng thời lượng:                   | Tổng thời lượng:                   | 6:24                               |

### Phần 7
| Phát hành vào 28 tháng 10 năm 2020 | Phát hành vào 28 tháng 10 năm 2020 | Phát hành vào 28 tháng 10 năm 2020 | Phát hành vào 28 tháng 10 năm 2020 | Phát hành vào 28 tháng 10 năm 2020 | Phát hành vào 28 tháng 10 năm 2020 |
| STT                                | Nhan đề                            | Phổ lời                            | Phổ nhạc                           | Nghệ sĩ                            | Thời lượng                         |
| ---------------------------------- | ---------------------------------- | ---------------------------------- | ---------------------------------- | ---------------------------------- | ---------------------------------- |
| 1.                                 | "My Story" (내 얘기를 들어줘)      | Han Kyung-soo Park Se-joon         | Han Kyung-soo Choi Han-sol VioletK | U Sung-eun                         | 3:37                               |
| 2.                                 | "My Story" (Inst.)                 |                                    | Han Kyung-soo Choi Han-sol VioletK |                                    | 3:37                               |
| Tổng thời lượng:                   | Tổng thời lượng:                   | Tổng thời lượng:                   | Tổng thời lượng:                   | Tổng thời lượng:                   | 7:14                               |

### Phần 8
| Phát hành vào 29 tháng 10 năm 2020 | Phát hành vào 29 tháng 10 năm 2020 | Phát hành vào 29 tháng 10 năm 2020 | Phát hành vào 29 tháng 10 năm 2020 | Phát hành vào 29 tháng 10 năm 2020 | Phát hành vào 29 tháng 10 năm 2020 |
| STT                                | Nhan đề                            | Phổ lời                            | Phổ nhạc                           | Nghệ sĩ                            | Thời lượng                         |
| ---------------------------------- | ---------------------------------- | ---------------------------------- | ---------------------------------- | ---------------------------------- | ---------------------------------- |
| 1.                                 | "Green" (초록)                     | Epitone Project                    | Epitone Project                    | Epitone Project                    | 3:11                               |
| 2.                                 | "Green" (Inst.)                    |                                    | Epitone Project                    |                                    | 3:11                               |
| Tổng thời lượng:                   | Tổng thời lượng:                   | Tổng thời lượng:                   | Tổng thời lượng:                   | Tổng thời lượng:                   | 6:22                               |

### Phần 9
| Phát hành vào 4 tháng 11 năm 2020 | Phát hành vào 4 tháng 11 năm 2020 | Phát hành vào 4 tháng 11 năm 2020 | Phát hành vào 4 tháng 11 năm 2020 | Phát hành vào 4 tháng 11 năm 2020 | Phát hành vào 4 tháng 11 năm 2020 |
| STT                               | Nhan đề                           | Phổ lời                           | Phổ nhạc                          | Nghệ sĩ                           | Thời lượng                        |
| --------------------------------- | --------------------------------- | --------------------------------- | --------------------------------- | --------------------------------- | --------------------------------- |
| 1.                                | "Love or Lies"                    | Taibian Park Se-joon              | Taibian Bark YESY                 | Boramiyu                          | 3:39                              |
| 2.                                | "Love or Lies" (Inst.)            |                                   | Taibian Bark YESY                 |                                   | 3:39                              |
| Tổng thời lượng:                  | Tổng thời lượng:                  | Tổng thời lượng:                  | Tổng thời lượng:                  | Tổng thời lượng:                  | 7:18                              |

### Phần 10
| Phát hành vào 5 tháng 11 năm 2020 | Phát hành vào 5 tháng 11 năm 2020 | Phát hành vào 5 tháng 11 năm 2020 | Phát hành vào 5 tháng 11 năm 2020 | Phát hành vào 5 tháng 11 năm 2020 | Phát hành vào 5 tháng 11 năm 2020 |
| STT                               | Nhan đề                           | Phổ lời                           | Phổ nhạc                          | Nghệ sĩ                           | Thời lượng                        |
| --------------------------------- | --------------------------------- | --------------------------------- | --------------------------------- | --------------------------------- | --------------------------------- |
| 1.                                | "Always Remember"                 | Han Joon Park Se-joon             | Han Kyung-soo Choi Han-sol        | Sondia                            | 3:26                              |
| 2.                                | "Always Remember" (Inst.)         |                                   | Han Kyung-soo Choi Han-sol        |                                   | 3:26                              |
| Tổng thời lượng:                  | Tổng thời lượng:                  | Tổng thời lượng:                  | Tổng thời lượng:                  | Tổng thời lượng:                  | 6:52                              |

### Phần 11
| Phát hành vào 11 tháng 11 năm 2020 | Phát hành vào 11 tháng 11 năm 2020 | Phát hành vào 11 tháng 11 năm 2020 | Phát hành vào 11 tháng 11 năm 2020 | Phát hành vào 11 tháng 11 năm 2020 | Phát hành vào 11 tháng 11 năm 2020 |
| STT                                | Nhan đề                            | Phổ lời                            | Phổ nhạc                           | Nghệ sĩ                            | Thời lượng                         |
| ---------------------------------- | ---------------------------------- | ---------------------------------- | ---------------------------------- | ---------------------------------- | ---------------------------------- |
| 1.                                 | "I'll Comfort You" (위로가 될게)   | Taibian Park Se-joon               | Taibian Buck YESY                  | Elaine                             | 4:06                               |
| 2.                                 | "I'll Comfort You" (Inst.)         |                                    | Taibian Buck YESY                  |                                    | 4:06                               |
| Tổng thời lượng:                   | Tổng thời lượng:                   | Tổng thời lượng:                   | Tổng thời lượng:                   | Tổng thời lượng:                   | 8:12                               |

### Phần 12
| Phát hành vào 12 tháng 11 năm 2020 | Phát hành vào 12 tháng 11 năm 2020 | Phát hành vào 12 tháng 11 năm 2020 | Phát hành vào 12 tháng 11 năm 2020                                    | Phát hành vào 12 tháng 11 năm 2020 | Phát hành vào 12 tháng 11 năm 2020 |
| STT                                | Nhan đề                            | Phổ lời                            | Phổ nhạc                                                              | Nghệ sĩ                            | Thời lượng                         |
| ---------------------------------- | ---------------------------------- | ---------------------------------- | --------------------------------------------------------------------- | ---------------------------------- | ---------------------------------- |
| 1.                                 | "Falling In Love"                  | Han Joon Park Se-joon CR Kim       | Kim Soo-bin (Aiming) Cho Se-hee Jung Min-young Moon Yeon Choi Seul-gi | April                              | 3:03                               |
| 2.                                 | "Falling In Love" (Inst.)          |                                    | Kim Soo-bin (Aiming) Cho Se-hee Jung Min-young Moon Yeon Choi Seul-gi |                                    | 3:03                               |
| Tổng thời lượng:                   | Tổng thời lượng:                   | Tổng thời lượng:                   | Tổng thời lượng:                                                      | Tổng thời lượng:                   | 6:06                               |

### Phần 13
| Phát hành vào 18 tháng 11 năm 2020 | Phát hành vào 18 tháng 11 năm 2020 | Phát hành vào 18 tháng 11 năm 2020     | Phát hành vào 18 tháng 11 năm 2020 | Phát hành vào 18 tháng 11 năm 2020 | Phát hành vào 18 tháng 11 năm 2020 |
| STT                                | Nhan đề                            | Phổ lời                                | Phổ nhạc                           | Nghệ sĩ                            | Thời lượng                         |
| ---------------------------------- | ---------------------------------- | -------------------------------------- | ---------------------------------- | ---------------------------------- | ---------------------------------- |
| 1.                                 | "Dream" (이런 상상)                | Lee Eun-ah Captain Planet Park Se-joon | Captain Planet Lee Eun-ah          | Sohee (Elris)                      | 3:09                               |
| 2.                                 | "Dream" (Inst.)                    |                                        | Captain Planet Lee Eun-ah          |                                    | 3:09                               |
| Tổng thời lượng:                   | Tổng thời lượng:                   | Tổng thời lượng:                       | Tổng thời lượng:                   | Tổng thời lượng:                   | 6:18                               |

### Phần 14
| Phát hành vào 19 tháng 11 năm 2020 | Phát hành vào 19 tháng 11 năm 2020 | Phát hành vào 19 tháng 11 năm 2020 | Phát hành vào 19 tháng 11 năm 2020 | Phát hành vào 19 tháng 11 năm 2020 | Phát hành vào 19 tháng 11 năm 2020 |
| STT                                | Nhan đề                            | Phổ lời                            | Phổ nhạc                           | Nghệ sĩ                            | Thời lượng                         |
| ---------------------------------- | ---------------------------------- | ---------------------------------- | ---------------------------------- | ---------------------------------- | ---------------------------------- |
| 1.                                 | "Hurt" (아파)                      | Bonggu                             | Bonggu Kim Ye-il                   | GB9                                | 4:05                               |
| 2.                                 | "Hurt" (Inst.)                     |                                    | Bonggu Kim Ye-il                   |                                    | 4:05                               |
| Tổng thời lượng:                   | Tổng thời lượng:                   | Tổng thời lượng:                   | Tổng thời lượng:                   | Tổng thời lượng:                   | 8:10                               |

### Phần 15
| Phát hành vào 25 tháng 11 năm 2020 | Phát hành vào 25 tháng 11 năm 2020 | Phát hành vào 25 tháng 11 năm 2020 | Phát hành vào 25 tháng 11 năm 2020 | Phát hành vào 25 tháng 11 năm 2020 | Phát hành vào 25 tháng 11 năm 2020 |
| STT                                | Nhan đề                            | Phổ lời                            | Phổ nhạc                           | Nghệ sĩ                            | Thời lượng                         |
| ---------------------------------- | ---------------------------------- | ---------------------------------- | ---------------------------------- | ---------------------------------- | ---------------------------------- |
| 1.                                 | "Everyday, Everynight"             | Han Joon Park Se-joon              | Lee Yoo-jin Park Se-joon           | Song Ji-eun                        | 3:40                               |
| 2.                                 | "Everyday, Everynight" (Inst.)     |                                    | Lee Yoo-jin Park Se-joon           |                                    | 3:40                               |
| Tổng thời lượng:                   | Tổng thời lượng:                   | Tổng thời lượng:                   | Tổng thời lượng:                   | Tổng thời lượng:                   | 7:20                               |

### Phần 16
| Phát hành vào 26 tháng 11 năm 2020 | Phát hành vào 26 tháng 11 năm 2020 | Phát hành vào 26 tháng 11 năm 2020 | Phát hành vào 26 tháng 11 năm 2020 | Phát hành vào 26 tháng 11 năm 2020 | Phát hành vào 26 tháng 11 năm 2020 |
| STT                                | Nhan đề                            | Phổ lời                            | Phổ nhạc                           | Nghệ sĩ                            | Thời lượng                         |
| ---------------------------------- | ---------------------------------- | ---------------------------------- | ---------------------------------- | ---------------------------------- | ---------------------------------- |
| 1.                                 | "You Are My Star"                  | Kim Sang-woo Love                  | Kim Sang-woo Song Ho-il            | Woody                              | 3:34                               |
| 2.                                 | "You Are My Star" (Inst.)          |                                    | Kim Sang-woo Song Ho-il            |                                    | 3:34                               |
| Tổng thời lượng:                   | Tổng thời lượng:                   | Tổng thời lượng:                   | Tổng thời lượng:                   | Tổng thời lượng:                   | 7:08                               |

### Âm nhạc cổ điển
- Tập 1
  - Twelve Variations on "Ah vous dirai-je, Maman", nursery rhyme arr. W.A. Mozart.
  - Grande valse Brilliante in E-flat, Op. 18, của Chopin.
  - La Campanella của Franz Liszt.
  - Sonatine (Mouvement de Menuet), của Ravel.
  - Six Moments Musicaux, của Rachmaninoff.
- Tập 2
  - Twelve Variations on "Ah vous dirai-je, Maman", nursery rhyme arr. W.A. Mozart.
  - Je te veux, của Erik Satie. Arranged for clarinet, piano, và cello.
- Tập 3
  - Prelude & Fugue 2 in c minor của J.S. Bach
  - Prelude No 1 in C major from the Well-tempered Clavier của J.S. Bach
  - Goldberg variations (Aria da capo) by J.S. Bach
  - Pathétique piano sonata in c minor của Ludwig van Beethoven
  - Prelude in D from the Well-tempered Clavier by J.S. Bach
  - Toccata and Fugue in d minor của J.S. Bach
  - A maiden's prayer của Tekla Bądarzewska-Baranowska
- Tập 4
  - Je te veux, của Erik Satie. Arranged for solo piano.
  - Etude in C major no 1, Opus 10 của Frédéric Chopin

## Tỷ lệ người xem
| Tập. | Phần       | Ngày phát sóng       | Tỷ lệ người xem trung bình (AGB Nielsen) |
| --- | ---------- | -------------------- | ---------------------------------------- |
| 1 | 1          | 7 tháng 10 năm 2020  | 1.9%                                     |
| 1 | 2          | 7 tháng 10 năm 2020  | 2.6%                                     |
| 2 | 1          | 8 tháng 10 năm 2020  | 2.8%                                     |
| 2 | 2          | 8 tháng 10 năm 2020  | 2.6%                                     |
| 3 | 1          | 14 tháng 10 năm 2020 | 2.1%                                     |
| 3 | 2          | 14 tháng 10 năm 2020 | 2.9%                                     |
| 4 | 1          | 15 tháng 10 năm 2020 | 2.4%                                     |
| 4 | 2          | 15 tháng 10 năm 2020 | 2.8%                                     |
| 5 | 1          | 21 tháng 10 năm 2020 | 2.3%                                     |
| 5 | 2          | 21 tháng 10 năm 2020 | 2.7%                                     |
| 6 | 1          | 22 tháng 10 năm 2020 | 2.1%                                     |
| 6 | 2          | 22 tháng 10 năm 2020 | 3.0%                                     |
| 7 | 1          | 28 tháng 10 năm 2020 | 2.3%                                     |
| 7 | 2          | 28 tháng 10 năm 2020 | 3.2%                                     |
| 8 | 1          | 29 tháng 10 năm 2020 | 2.5%                                     |
| 8 | 2          | 29 tháng 10 năm 2020 | 3.5%                                     |
| 9 | 1          | 4 tháng 11 năm 2020  | 3.2%                                     |
| 9 | 2          | 4 tháng 11 năm 2020  | 3.6%                                     |
| 10 | 1          | 5 tháng 11 năm 2020  | 2.8%                                     |
| 10 | 2          | 5 tháng 11 năm 2020  | 2.9%                                     |
| 11 | 1          | 11 tháng 11 năm 2020 | 2.8%                                     |
| 11 | 2          | 11 tháng 11 năm 2020 | 3.5%                                     |
| 12 | 1          | 12 tháng 11 năm 2020 | 3.5%                                     |
| 12 | 2          | 12 tháng 11 năm 2020 | 4.2%                                     |
| 13 | 1          | 18 tháng 11 năm 2020 |                                          |
| 13 | 2          | 18 tháng 11 năm 2020 |                                          |
| 14 | 1          | 19 tháng 11 năm 2020 |                                          |
| 14 | 2          | 19 tháng 11 năm 2020 |                                          |
| 15 | 1          | 25 tháng 11 năm 2020 |                                          |
| 15 | 2          | 25 tháng 11 năm 2020 |                                          |
| 16 | 1          | 26 tháng 11 năm 2020 |                                          |
| 16 | 2          | 26 tháng 11 năm 2020 |                                          |
| Trung bình | Trung bình | Trung bình           | %                                        |
| - Trong bảng trên đây, số màu xanh biểu thị cho tỷ lệ người xem thấp nhất và số màu đỏ biểu thị cho tỷ lệ người xem cao nhất. |            |                      |                                          |